# Castellania Coppi
Castellania Coppi é uma comuna italiana da região do Piemonte, província de Alexandria, com cerca de 95 habitantes. Estende-se por uma área de 7,69 km², tendo uma densidade populacional de 12 hab/km². Faz fronteira com Avolasca, Carezzano, Costa Vescovato, Garbagna, Sant'Agata Fossili, Sardigliano. Castellania é a aldeia natal do ciclista italiano Fausto Coppi. Em 25 de março de 2019 a comuna adicionou Coppi em seu nome para comemorar o centenário do nascimento de Fausto Coppi.

## Demografia
| Variação demográfica do município entre 1861 e 2011                               |
|                                                                                   |
| Fonte: Istituto Nazionale di Statistica (ISTAT) - Elaboração gráfica da Wikipedia |